# Maschbruch
Der Maschbruch ist ein Naturschutzgebiet in den niedersächsischen Gemeinden Wriedel, Hanstedt und Schwienau in der Samtgemeinde Bevensen-Ebstorf im Landkreis Uelzen.
Das Naturschutzgebiet mit dem Kennzeichen NSG LÜ 210 ist 240 Hektar groß. Das 1994 ausgewiesene, 6,6 Hektar große, gleichnamige Naturwaldreservat ist Bestandteil des Naturschutzgebietes.
Das Naturschutzgebiet liegt südwestlich von Ebstorf und südöstlich von Wriedel in einer Senke im Naturraum „Hohe Heide“, die von höher gelegenen Geschiebesanden umgeben ist. Die Standorte des Naturschutzgebietes sind stark stauwasserbeeinflusst. Sie werden überwiegend von Bruchwäldern, aber u. a. auch Eichen-Hainbuchen- und Drahtschmielen-Buchenwald geprägt.
Im Norden des Naturschutzgebietes sind vereinzelte Grünlandflächen und ein Wildacker innerhalb des Waldgebietes zu finden. 
Die Bahnstrecke Uelzen–Langwedel verläuft etwa mittig durch das Naturschutzgebiet. Entlang der Bahnstrecke verläuft ebenso wie im Norden des Gebietes ein Weg, der außerhalb der Brut- und Setzzeit von Anfang Juli bis Ende Februar betreten werden darf.
Das Gebiet wird über einen Graben zur Schwienau, einem Nebenfluss der Gerdau, entwässert. Es steht seit dem 2. März 1994 unter Naturschutz. Zuständige untere Naturschutzbehörde ist der Landkreis Uelzen.